# Juan Sebastián Verón
Juan Sebastián Verón (n. 9 martie 1975, La Plata) este un fost fotbalist argentinian, care a juca pe postul de mijlocaș. În prezent activează la clubul Estudiantes de La Plata în calitate de director sportiv.
Cariera lui Veron a început la Estudiantes a continuat la Boca Juniors, apoi a fost la câteva echipe din Serie A (a câștigat campionatul cu S.S. Lazio, Inter, și o Cupa UEFA cu Parma FC) și pe la câteva echipe din Anglia ca Manchester United și Chelsea. În 2006 el s-a reîntors la Estudiantes unde este căpitanul echipei și alături de care a câștigat în 2009 Copa Libertadores.
În 2004, el a fost inclus în lista FIFA 100 a celor mai buni fotbaliști în viață, fiind ales de Pelé în cadrul celebrării centenarului FIFA. Verón deține atât cetățenie argentiniană cât și italiană.

## Palmares
Estudiantes
- Primera B Nacional Argentina (1): 1995
- Primera División (2): 2006 Apertura, 2010 Apertura
- Copa Libertadores (1): 2009

Parma
- Cupa UEFA (1): 1998–99
- Coppa Italia (1): 1998–99

Lazio
- Serie A (1): 1999–2000
- Coppa Italia (1): 1999–2000
- Supercoppa Italiana (1): 2000
- Supercupa Europei (1): 1999

Manchester United
- Premier League (1): 2002–03

Internazionale
- Serie A (1): 2005–06
- Coppa Italia (2): 2004–05, 2005–06
- Supercoppa Italiana (1): 2005

### Individual
- Campionatul Mondial de Fotbal – cele mai multe asisturi: 1998
- Supercupa Europei — omul meciului: 1999
- European Sports Media – Team of the Year: 1999-00
- Premier League Player of the Month (1): septembrie 2001
- FIFA 100
- Fotbalistul argentinian al anului: 2006, 2009
- Fotbalistul sud-american al anului: 2008, 2009
- Copa Libertadores – omul meciului în manșa secundă a finalei: 2009
- Copa Libertadores – cel mai bun jucător: 2009
- FIFA Club World Cup Silver Ball: 2009
- Konex Award – Diploma of Merit Footballer of the Decade 2001–2010: 2011

## Statistici carieră
|               |                       |                    | Campionat | Campionat | Cupă         | Cupă         | Altele         | Altele         | Continental    | Continental    | Total   | Total  |
| Sezon         | Club                  | Campionat          | Meciuri   | Goluri    | Meciuri      | Goluri       | Meciuri        | Goluri         | Meciuri        | Goluri         | Meciuri | Goluri |
| Argentina     | Argentina             | Argentina          | Campionat | Campionat | Cupă         | Cupă         | ——             | ——             | America de Sud | America de Sud | Total   | Total  |
| ------------- | --------------------- | ------------------ | --------- | --------- | ------------ | ------------ | -------------- | -------------- | -------------- | -------------- | ------- | ------ |
| 1993–94       | Estudiantes           | Primera División   | 7         | 0         | ––           | ––           | ––             | ––             | 1              | 0              | 8       | 0      |
| 1994–95       | Estudiantes           | Primera B Nacional | 38        | 5         | ––           | ––           | ––             | ––             | 3              | 1              | 41      | 6      |
| 1995–96       | Estudiantes           | Primera División   | 15        | 2         | ––           | ––           | ––             | ––             | 1              | 0              | 16      | 2      |
| 1995–96       | Boca Juniors          | Primera División   | 17        | 4         | ––           | ––           | ––             | ––             | 0              | 0              | 17      | 4      |
| Italy         | Italy                 | Italy              | League    | League    | Coppa Italia | Coppa Italia | Supercoppa     | Supercoppa     | Europe         | Europe         | Total   | Total  |
| 1996–97       | Sampdoria             | Serie A            | 32        | 5         | 2            | 0            | ––             | ––             | ––             | ––             | 34      | 5      |
| 1997–98       | Sampdoria             | Serie A            | 29        | 2         | 3            | 0            | ––             | ––             | 2              | 0              | 34      | 2      |
| 1998–99       | Parma                 | Serie A            | 26        | 1         | 6            | 3            | ––             | ––             | 10             | 0              | 42      | 4      |
| 1999–00       | Lazio                 | Serie A            | 31        | 8         | 4            | 0            | ––             | ––             | 12             | 2              | 47      | 10     |
| 2000–01       | Lazio                 | Serie A            | 22        | 3         | 2            | 0            | 1              | 0              | 7              | 1              | 32      | 4      |
| England       | England               | England            | League    | League    | FA Cup       | FA Cup       | League Cup     | League Cup     | Europe         | Europe         | Total   | Total  |
| 2001–02       | Manchester United     | Premier League     | 26        | 5         | 1            | 0            | 0              | 0              | 13             | 0              | 40      | 5      |
| 2002–03       | Manchester United     | Premier League     | 25        | 2         | 1            | 0            | 5              | 0              | 11             | 4              | 42      | 6      |
| 2003–04       | Chelsea               | Premier League     | 7         | 1         | 0            | 0            | 1              | 0              | 6              | 0              | 14      | 1      |
| Italy         | Italy                 | Italy              | League    | League    | Coppa Italia | Coppa Italia | Supercoppa     | Supercoppa     | Europe         | Europe         | Total   | Total  |
| 2004–05       | Internazionale (loan) | Serie A            | 24        | 3         | 5            | 0            | ––             | ––             | 10             | 0              | 39      | 3      |
| 2005–06       | Internazionale (loan) | Serie A            | 25        | 0         | 0            | 0            | 1              | 1              | 9              | 0              | 35      | 1      |
| Argentina     | Argentina             | Argentina          | Ligă      | Ligă      | Cupă         | Cupă         | Club World Cup | Club World Cup | South America  | South America  | Total   | Total  |
| 2006–07       | Estudiantes (loan)    | Primera División   | 30        | 2         | ––           | ––           | ––             | ––             | ––             | ––             | 30      | 2      |
| 2007–08       | Estudiantes           | Primera División   | 18        | 7         | ––           | ––           | ––             | ––             | 8              | 2              | 26      | 9      |
| 2008–09       | Estudiantes           | Primera División   | 18        | 3         | ––           | ––           | ––             | ––             | 24             | 2              | 42      | 5      |
| 2009–10       | Estudiantes           | Primera División   | 27        | 4         | ––           | ––           | 2              | 0              | 9              | 1              | 38      | 5      |
| 2010–11       | Estudiantes           | Primera División   | 24        | 2         | ––           | ––           | ––             | ––             | 8              | 0              | 32      | 2      |
| 2011–12       | Estudiantes           | Primera División   | 20        | 2         | ––           | ––           | ––             | ––             | 1              | 0              | 21      | 2      |
| Total         | Argentina             | Argentina          | 214       | 31        | ——           | ——           | 2              | 0              | 55             | 6              | 271     | 37     |
| Total         | Italia                | Italia             | 189       | 22        | 22           | 3            | 2              | 1              | 50             | 3              | 263     | 29     |
| Total         | Anglia                | Anglia             | 58        | 8         | 2            | 0            | 6              | 0              | 30             | 4              | 96      | 12     |
| Total carieră | Total carieră         | Total carieră      | 461       | 61        | 24           | 3            | 10             | 1              | 135            | 13             | 630     | 78     |

| Argentina | Argentina | Argentina |
| An        | Meciuri   | Goluri    |
| --------- | --------- | --------- |
| 1996      | 2         | 0         |
| 1997      | 8         | 1         |
| 1998      | 13        | 0         |
| 1999      | 4         | 1         |
| 2000      | 10        | 3         |
| 2001      | 8         | 2         |
| 2002      | 6         | 1         |
| 2003      | 5         | 1         |
| 2004      | 0         | 0         |
| 2005      | 0         | 0         |
| 2006      | 0         | 0         |
| 2007      | 5         | 0         |
| 2008      | 1         | 0         |
| 2009      | 6         | 0         |
| 2010      | 5         | 0         |
| Total     | 73        | 9         |